# Chaïm Perelman
Pour les articles homonymes, voir Perelman.
 (octobre 2021).
Chaïm, baron Perelman, né le 20 mai 1912 à Varsovie et mort le 22 janvier 1984 à Uccle, est un philosophe et théoricien belge du droit. Théoricien des concepts de justice et d'équité, il est considéré comme le fondateur de la « Nouvelle Rhétorique » et comme un des chefs de file de l'École de Bruxelles. 

## Biographie
Chaïm Perelman est né à Varsovie en 1912. Ses parents émigrent en Belgique, à Anvers, en 1925. Il vient d'une famille bourgeoise, intellectuelle et aisée juive. Son père est commerçant et négociant de diamants. Il étudie à l'Athénée Royal d'Anvers avec Henri Buch et René Dekkers. Il épouse à Bruxelles, le 13 janvier 1935, Félicie, dite « Fela »,  Liwer. Il obtient la nationalité belge en 1936. Le roi Baudouin a anobli Chaïm Perelman en 1984 à titre posthume,: il lui a octroyé concession de noblesse héréditaire et du titre personnel de baron. 

### Études
Chaïm Perelman fait ses études à Bruxelles, à l'Université libre de Bruxelles où il étudie la philosophie et le droit. Il obtient en 1933 sa licence de Philosophie, et en 1934 son doctorat en Droit. Il obtient son doctorat en philosophie en 1938 à la suite de sa thèse de philosophie sur le logicien Gottlob Frege sous la direction de son professeur Marcel Barzin. Il passe un an à l'Université de Varsovie en 1936 pour approfondir ses recherches de thèse. 

### Guerre et résistance juive
Chaim Perelman est mobilisé lors des alertes de 1938 et 1939. Lors de l’invasion de la Belgique par les troupes allemandes le 10 mai 1940, il prend part comme soldat dans la campagne des 18 jours. 
En 1941 Perelman rejoint l’Association des Juifs en Belgique (AJB), qui, créée la même année par l’occupant allemand, vise le recensement de tous les Juifs de Belgique. Perelman utilise sa place de chargé de l’éducation au sein de cette association afin de récupérer les fonds et les redistribuer au Comité de Défense des Juifs (CDJ), l'organisation résistante. À l'automne 1942 à Bruxelles, il participe avec son épouse à la mise sur pied de ce Comité de défense des Juifs (CDJ) au côté de Hertz et Yvonne Jospa. Chaïm Perelman s'occupe des adultes juifs et de la diffusion de journaux clandestins, Fela Perelman prend part quant à elle aux activités de la section jeunesse du CDJ qui sauva plus de 3 000 enfants juifs. Un bosquet de dix arbres a été planté en leur honneur en Israël, à Neveh-Ilan, dans le site forestier des Juifs de Belgique.
Après son implication dans la résistance juive, Chaïm Perelman continue à aider à la création d’une communauté juive intellectuelle et scientifique en Israël. À la suite de la formation de l’État d’Israël, Chaïm Perelman crée l’œuvre des Amis Belges de l’Université de Jérusalem en 1948, afin de mettre en place un lien scientifique et intellectuel entre les deux pays.
Il crée ensuite l’association Menorah en 1955, qui contribue à publier des périodiques et ouvrages intellectuels, organisant des conférences et des colloques sur l’éducation et la culture juive.
Chaïm Perelman est aussi vice-président en 1959 des Amitiés belgo-israéliennes.
Par reconnaissance pour son implication dans l’établissement d’une communauté intellectuelle et scientifique commune tout au long de sa vie, l’Université Hébraïque de Jérusalem décerne à Perelman le titre de « docteur honoris causa » en 1970.

### Carrière universitaire et institutions
Il est élève-assistant en 1932 du séminaire de philosophie de Marcel Barzin. Puis, de 1938 à 1940 il est assistant chargé de cours de philosophie. Il est le premier professeur à enseigner la philosophie en néerlandais à l'ULB.
Lorsque la seconde guerre mondiale éclate, Chaïm Perelman est renvoyé de l'ULB en tant que juif en 1940. Il reprend sa carrière universitaire en tant que professeur à la fin de la guerre en 1945. Il est professeur à l’université libre de Bruxelles jusqu'en 1978. Professeur de logique, de morale et de métaphysique, ses recherches s’inscrivent à la fois dans le domaine du droit, et de la rhétorique de l’argumentation. 
Il est professeur invité dans différentes universités américaines au long de sa carrière universitaire: à l'Université d’État de Pennsylvanie (1962), à l'Université McGill (en 1965 et 1968) et l'Université d'État de New York à Buffalo (1968).
Pendant sa vie universitaire, Perelman se démarque par sa participation active dans de nombreuses institutions scientifiques et universitaires. Il est souvent la figure centrale de ces institutions : il préside la Société Belge de Philosophie (1955-1958), ainsi que la Faculté de Philosophie et de Lettres de l’ULB (1959-1962).
En 1948, il fonde la « Société belge de Logique et de Philosophie des Sciences », dont il est le président. Il est membre du conseil scientifique de l’Institut international de philosophie en 1953, secrétaire général de l’Association internationale des sociétés de philosophie la même année, président de la société belge de philosophie en 1955, puis président de la Faculté de Philosophie et de lettres de l’ULB en 1959.
Perelman participe activement à la vie institutionnelle de l’ULB, ainsi que dans des institutions internationales, et ce jusqu’à sa retraite.
Les deux plus importantes institutions auxquelles il prend part pour l’école de Bruxelles sont le Centre National de Recherche et de Logique (CNRL) et le Centre de Philosophie du droit. 
- Chaïm Perelman fonde le Centre National de Recherche et de Logique en 1950. Le CNRL se caractérise par le fait que ce sont des philosophes et des juristes qui travaillent conjointement sur la logique du discours juridique. Dans le cadre du CNRL, Perelman tient un séminaire à la Fondation universitaire sans interruption de 1959 à 1984. Il en résulte huit ouvrages collectifs publiés sous la direction de Perelman.
- Le Centre de Philosophie du droit est fondé par Perelman, Paul Foriers, Henri Buch et René Dekkers en 1967. Il est rattaché en 1982 à la faculté de droit de l’ULB puis devient en 2006, « Le Centre Perelman de la philosophie du droit » en hommage à Chaïm Perelman. Le Centre publie sous la direction de Perelman une série d’ouvrages collectifs sur l’égalité de 1972 à 1984. Le Centre de Philosophie du droit se caractérise par l’aspect à la fois collectif des recherches, par l’interdisciplinarité de ses membres, par l’adoption d’une méthode et d’une conception pragmatique du droit, et surtout par la volonté d’appliquer des normes juridiques à un contexte concret et en particulier à une réalité sociale et économique donnée.

## Philosophie
Sa principale influence est le philosophe belge Eugène Dupréel, son prédécesseur à l’université libre de Bruxelles. Dupréel est à l'origine de plusieurs idées importantes dans la théorie de l’argumentation de Perelman, notamment la théorie des notions confuses, la notion de raisonnable (opposée à l'idéal de rationalité) et une certaine approche sociologique du droit et de la connaissance.
L’ouvrage le plus célèbre de Perelman est son Traité de l'argumentation (réédité en poche aux Éditions de l'Université de Bruxelles, 2009), écrit en collaboration avec Lucie Olbrechts-Tyteca. Perelman renoue avec la rhétorique aristotélicienne et propose de lui rendre sa légitimité philosophique en passant outre à la condamnation de Platon (qui associait l’art de persuader à la sophistique et à la manipulation). 
Ce retour de la rhétorique argumentative coïncide avec le renouveau de l'intérêt pour les figures ou tropes, qui suscite la naissance d'une "nouvelle rhétorique" des figures, dans le cadre du développement de la poétique et de la sémiotique (Barthes, Todorov, Groupe µ…).
Si la nouvelle rhétorique perelmanienne ne s’impose vraiment qu’à partir de la fin des années 1970, les travaux de Perelman comptent parmi les plus novateurs du champ philosophique de l’époque. De nombreux chercheurs venant de disciplines aussi diverses que la philosophie ou le droit se revendiquent encore aujourd’hui des théories de l’argumentation de Perelman : le philosophe Michel Meyer qui, contrairement à Perelman qui focalisait la rhétorique essentiellement sur le logos (discours), replace au même niveau le pathos, le logos et l'ethos dans le cadre de la rhétorique ; le linguiste Christian Plantin ou les études littéraires de Ruth Amossy. L'éthicien Georges A. Legault a aussi été influencé par les travaux de Chaïm Perelman, portant notamment sur la nouvelle rhétorique et l'impasse des philosophies fondationnelles.

## Ouvrages
- De la justice, Actualités sociales de l'Institut de Solvay, Bruxelles, 1945.
- Rhétorique et philosophie, avec Lucie Olbrechts-Tyteca, Paris, Presses Universitaires de France, 1952.
- Traité de l'argumentation, la nouvelle rhétorique, avec Lucie Olbrechts-Tyteca, Bruxelles, Éditions de l'Université de Bruxelles, 1958 ; nlle éd. 2009.
- Justice et raison, Bruxelles, Éditions de l'Université de Bruxelles, 1963
- Droit, morale et philosophie, Paris, Librairie Générale de Droit et de Jurisprudence, 1968.
- Le Champ de l'argumentation, Bruxelles, Éditions de l'Université de Bruxelles, 1969.
- Logique juridique - Nouvelle rhétorique, Paris, Dalloz, 1976; 2ème édition, 1979.
- L'Empire rhétorique, Paris, Vrin, 1977.
- Le Raisonnable et le déraisonnable en droit, Paris, Librairie Générale de Droit et de Jurisprudence, 1984.
- Éthique et droit, Éditions de l'Université de Bruxelles, 1990
- Modernité du libre examen, (avec Jean Stengers), Bruxelles, Éditions de l'Université de Bruxelles, 2009